# Draconarius capitulatus
Draconarius capitulatus är en spindelart som beskrevs av Wang 2003. Draconarius capitulatus ingår i släktet Draconarius och familjen mörkerspindlar. Inga underarter finns listade i Catalogue of Life.